# Green World ATP Challenger
Il Green World ATP Challenger è stato un torneo di tennis che si giocava a Pingguo in Cina dal 2011. L'evento faceva parte dell'ATP Challenger Tour e si disputava su campi in cemento.

## Albo d'oro

### Singolare
| Anno | Campione     | Finalista          | Punteggio     |
| ---- | ------------ | ------------------ | ------------- |
| 2012 | Gō Soeda (2) | Malek Jaziri       | 6–1, 3–6, 7–5 |
| 2011 | Gō Soeda (1) | Matthias Bachinger | 6–4, 7–5      |

### Doppio
| Anno | Campioni                           | Finalisti                           | Punteggio |
| ---- | ---------------------------------- | ----------------------------------- | --------- |
| 2012 | John Paul Fruttero Raven Klaasen   | Colin Ebelthite Samuel Groth        | 6–4, 6–2  |
| 2011 | Michail Elgin Aleksandr Kudrjavcev | Harri Heliövaara Jose Rubin Statham | 6–3, 6–2  |